# 阿尔马登
阿尔马登，是西班牙卡斯蒂利亚-拉曼恰雷阿尔城省的一个市镇，在首都馬德里南方約300公里。总面积240平方公里，总人口6830人（2001年），人口密度28人/平方公里。
此市鎮為全世界最大的朱砂礦產地。朱砂是硫化汞的天然礦石，為汞的生產原料。過去2000年以來，從阿尔马登生產了約25萬公噸的汞，但由於歐盟限制有毒性的汞製造，阿尔马登已於2002年起終止朱砂的開採，礦坑於2006年起對外開放參觀。